# Kinixys erosa
Kinixys erosa је гмизавац из реда корњача и фамилије Testudinidae.

## Угроженост
Подаци о распрострањености ове врсте су недовољни.

## Распрострањење
Ареал врсте Kinixys erosa обухвата већи број држава. 
Врста је присутна у Анголи, Буркини Фасо, Габону, Гани, Екваторијалној Гвинеји, Камеруну, ДР Конгу, Републици Конго, Либерији, Нигерији, Обали Слоноваче, Руанди, Сенегалу, Сијера Леонеу, Уганди и Централноафричкој Републици.
Присуство је непотврђено у Бенину, Тогоу и Гвинеји Бисао.

## Станиште
Станиште врсте су слатководна подручја.